# Aloe aculeata
Aloe aculeata (укр. Алое шипувате)  — сукулентна рослина роду алое.

## Етимологія
Видова назва дана через шипувату поверхню листя, від лат. aculeatus — колючий, шипуватий.

## Морфологічний опис

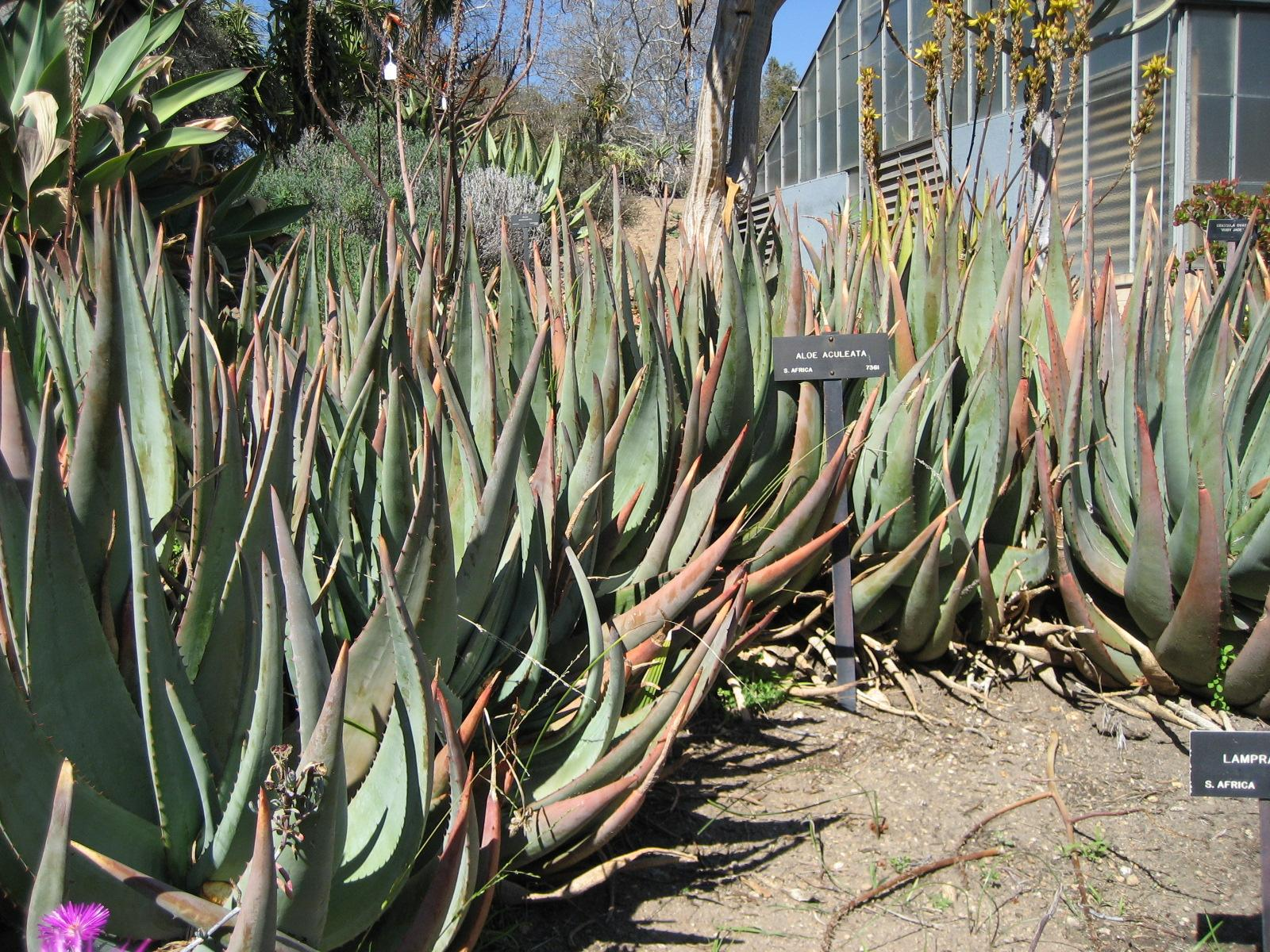
Aloe aculeata у Гантінгтонському ботанічному саду

Утворює розетки листя без стебла до 60 см в діаметрі та 90 см у висоту. Розетка утворена соковитими листям загнутими вгору. Листя, довгі і широкі біля основи, світло-зелені до бірюзового кольору. Видове ім'я aculeata — укр. шипувате вказує на наявність багатьох шипів на нижній поверхні листя. Краї листя також озброєні червонувато-коричневими зубцями. Розгалужене суцвіття має до чотирьох щільних циліндричних китиць. Квіти варіюються за кольором від жовтого до червоно-оранжевого кольору. Цвіте в зимовий період.

## Місця зростання
Цей вид зустрічається в гарячих напівпосушливих районах, на скелястих ділянках, на пасовищах і у відкритому бушвельді, починаючи від північної частини Південно-Африканської Республіки (Мпумаланга) до Ботсвани і Зімбабве.

## Умови зростання
Мінімальна температура — + 10 °C. Надає перевагу сонячним місцям або легкій тіні. Регулярний полив влітку, але дуже обмежений в зимовий період.

## Охоронний статус
Вид широко поширений і серйозних загроз для нього наразі не існує. У Червоному списку рослин Південної Африки (англ. Red List of South African Plants) Aloe aculeata занесено до категорії видів з найменшим ризиком (англ. Least Concern (LC)). Охороняється в Національному парку Крюгера.